# زيت الأترجية

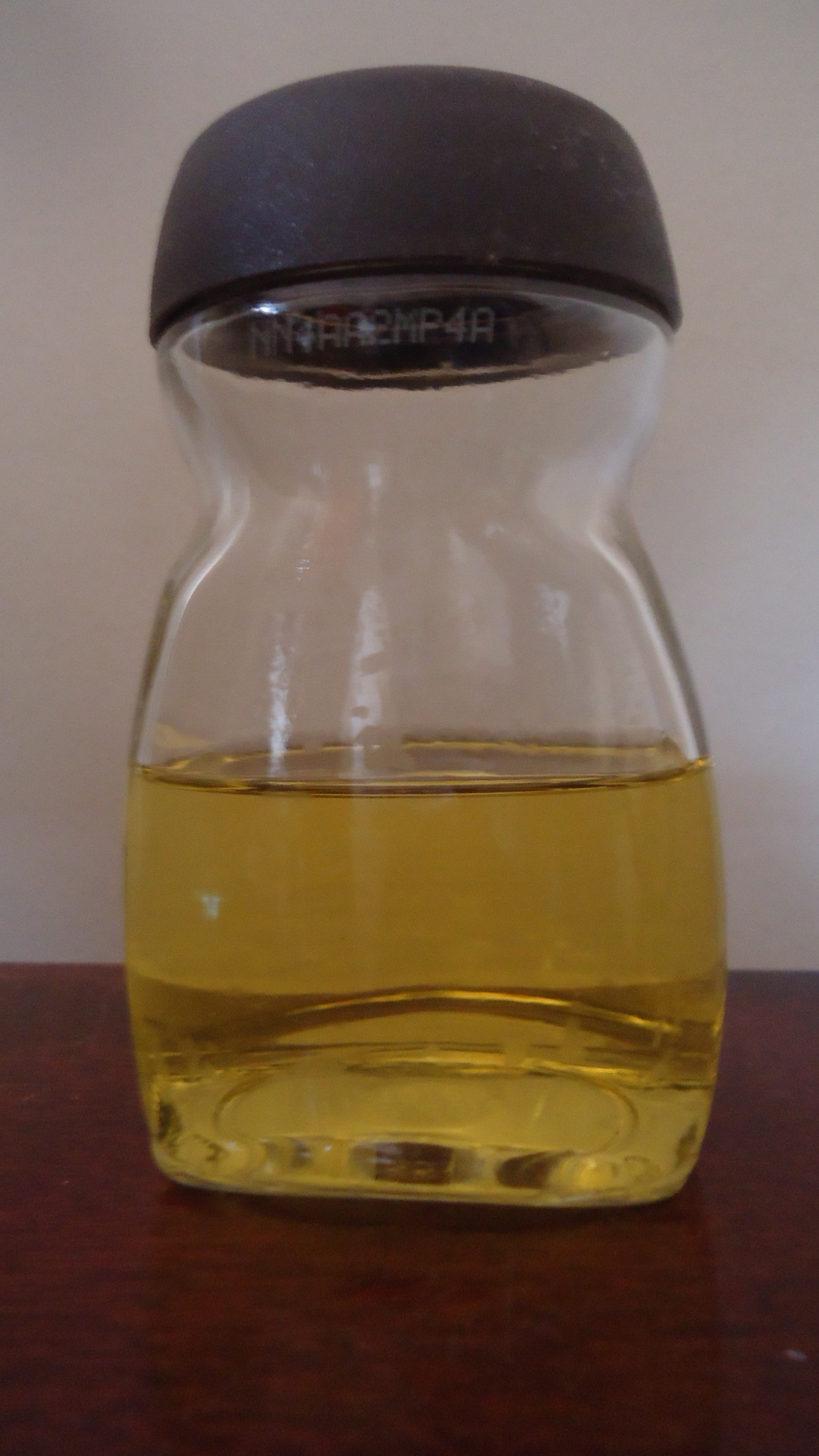
زيت الأُترجية

زيت الأُترُجِيَّة (الإنجليزية: Citronella oil) هو أحد الزيوت الأساسية يتحصل عليه من الأوراق والسيقان من أنواع مختلفة من  إذخر  (الليمون). يتم استخدام الزيت على نطاق واسع كمصدر للعطور والمواد الكيميائية مثل سيترونيلال، وسترونيلول، وجيرانيول. هذه المواد الكيميائية تجد الاستخدام الواسع النطاق في صناعات الصابون، الشموع و البخور والعطور ومستحضرات التجميل المنكهات في جميع أنحاء العالم.

## الاستعمال
هذه المواد الكيميائية تستخدم في الصابون والشموع والبخور والعطور ومستحضرات التجميل والصناعات المنكهة في جميع أنحاء العالم.
- زيت السترونيلا هو أيضا طارد الحشرات ذات، وتم تسجيله لهذا الاستخدام في الولايات المتحدة منذ عام 1948.[3] وترى وكالة حماية البيئة في الولايات المتحدة باعتبارها من المبيدات الحيوية الغير سامة،[4] ومع ذلك، لم تثبت السترونيلا كطارد للحشرات داخل الاتحاد الأوروبي، واستخدام السترونيلا كمبيد حشري محظور.
- يستخدم منع لدغات البعوض عندما يطبق على الجلد. زيت السترونيلا هو عنصر في بعض المواد الطاردة للبعوض التجارية. على ما يبدو لمنع لدغات البعوض لفترة قصيرة جدا من الزمن. طارد البعوض الأخرى، مثل تلك المحتوية على DEET، ويفضل عادة لأن هذه المواد الطاردة أطول بكثير الماضي.

وتبين البحوث أيضا أن زيت السترونيلا له خصائص قوية مضاد للفطريات، فعال في تهدئة نباح الكلاب، وحتى تم استخدامها بوصفها ناجحة لرشها على رادع ضد الحيوانات الأليفة.

## الاستخدام الطبي
تم العثور على التطبيق المباشر من زيت الأُترجية لرفع معدل ضربات القلب.

## الأنواع
ويصنف زيت السترونيلا في التجارة إلى نوعين كيماويين:

### نوع سيلون
- CAS: 89998-15-2
- CAS: 8000-29-1
- EINECS: 289-753-6
- FEMA: 2308
- CoE: 39
- تم الحصول عليه من:  إذخر nardus  Rendle
- يتكون من جيرانيول (18-20٪)، ليمونين (9-11٪)، الميثيل isoeugenol (7-11٪)، سترونيلول (6-8٪ )، و سيترونيلال (5-15٪).

### نوع جافا
- CAS: 91771-61-8
- CAS: 8000-29-1
- EINECS: 294-954-7
- FEMA: 2308
- CoE: 2046

## أسماء أخرى
Aceite de Citronela, Andropogon nardus, Ceylon Citronella, Citronnelle de Ceylan, Citronnelle de l'Inde, Citronnelle de Java, Cymbopogon afronardus, Cymbopogon nardus, Cymbopogon validus, Cymbopogon winterianus, Herbe Citron, Huile de Citronnelle, Java Citronella, Jonc Odorant, Verveine des Indes.

## اقرأ أيضا
- جيرانيول